# Ovčjak, Štalenska gora
Ovčjak (nemško Eibelhof) je naselje v Občini Štalenska gora v Okraju Celovec-dežela na Koroškem v Avstriji.

## Geografska umeščenost v prostor
Naselje Ovčjak in gosposko poslopje se nahaja v meandru na levem bregu koroške reke Krke v osrčju Celovškega polja. 

## Zgodovina
Prvotno krajevno ime za posestvo Ovčjak in istoimensko naselje je bilo, po referenčnem zgodovinarju za zgodovino Štalenske gore Wilhelmu Wadlu, na območju mlina Ovčjak nem. »Schöpfendorf« (1322 „Schoerendorf“, 1334 „Schepphenberch“). Domneva je utemeljena, da gre za starodavni sodni kraj v povezavi s številnimi kosezi na tem območju. Ovčjak je bil fevd koroškega vojvode v rokah gospode iz Timenice in njihovih naslednikov. Mlin na reki Krki, v bližini katerega je bil tudi most, je omenjen v listini Goriških grofov iz leta 1299. Na katastrskem zemljevidu iz 19. stoletja imajo njive ob mlinu še vedno ime „per grovou Mlin“ (=pri grofovem mlinu). 
V poznem srednjem veku je tudi ta del Ovčjaka spadal pod oblast Timenice. 
V (timeniški) razdelitvi dediščine iz leta 1564 je Ovčjak pripadel otrokom Krištofa Silberberškega (Christoph von Silberberg), ki so bili pod skrbništvom njegove vdove Margarete, ki je bila v drugem zakonu poročena s Francem Poppendorškim (Franz von Poppendorf).
V tistem času so v Ovčjaku stali dvorni mlin in žaga z gostilno ter dve kmetiji in druga žaga. Po letu 1564 je ta veja rodbine Silberberg iz zaplenjenih posestev in dveh kmetij zgradila plemiško rezidenco Ovčjak. Okoli leta 1590 so tam živeli Margarethe von Poppendorf, njena hči Anna Maria in njen mož Hans Schierlmayer. Pozneje so z okrajnim sodiščem Gospa Sveta vodili srdito pravno bitko, ki je trajala več desetletij. Trdila sta, da sta lastnika grajske utrdbe v Ovčjaku, in jo samovoljno označila z mejnimi kamni. Domnevni obseg tega nizkega sodišča je prečkal reko Krko in segal vse do današnjega naselja Žilje na zahodni, desni strani Krke in Virnjevaškega polja. Pred nekaj leti so tam izkopali enega od kamnov, ki jih je odločna plemiška gospa, ki je bila takrat stara že več kot 90 let, postavila na mejo svojega domnevnega sodnega okraja.
Gospostvo Gospe Svete načeloma ni zanikalo obstoja sodnega okraja v Ovčjaku, vendar je izpodbijalo njegovo velikost in obseg.
Kljub velikemu številu ohranjenih dokumentov je izid spora še vedno nejasen, tj. vprašanje, v kakšnem obsegu je okrajno sodišče Gospa Sveta na koncu priznalo sodni okraj. Vsekakor današnji potek katastrskih meja ponuja dokaj prepričljiv odgovor: samo posestvo Ovčjak, vključno z nekaterimi hišnimi zemljišči, se nahaja v katastrski občini Bučinja vas, medtem ko so vsa polja, ki so prej pripadala Ovčjaku v ravnini, v katastrski občini Lečja Gora. Sodni okraj Ovčjak torej ni bilo priznan v obsegu, ki je bil naveden v 17. stoletju, temveč je bil omejen le na najožje kmetijsko območje. To se sklada z navedbo v davčni rektifikaciji iz leta 1748, ki navaja, da v sodem okraju Ovčjak ni živela nobena tuja oseba.
Po letu 1640 je gosposki dvorec Ovčjak pripadel rodbini Albl von Albenburg z Zgornje Koroške. Od 18. stoletja se vse bolj pogosto imenuje po tej družini, medtem ko je staro ime »Schöpfendorf« utonilo v pozabo. 
Krajevno ime se je postopoma v več fazah (Albl> Älbl> Aibl> Eibel) razvilo v današnjo obliko. Zaradi prezadolženosti so Albljevi posestvo, ki je vključevalo tudi nekaj podrejenih hub, prodali Michealu Spörku, lastniku domačije Žilje v Žiljah. Spörkovi so bili zelo razvejana kmečka družina, ki je od 16. stoletja dalje imela številne kmetije v Virnji vasi, v Žiljah (na desnem bregu Krke) ter v Svinči vasi. Z nakupom kmetije Ovčjak so se povzpeli med zemljiško gospodo (nem. Freisassen), vendar so bili tudi mali posestniki, saj so jim bili podrejeni tri koče.
Po številnih spremembah lastništva v prvi polovici 19. stoletja je bil Ovčjak leta 1854 prodan sindikatu v Frajnberku. Skupaj z njim sta ga leta 1898 kupila Anton Wieser (iz Škofjega Dvora) in Valentin Leitgeb (iz Sinče vasi.). Leta 1928 je bila večina zemljišč, ki so pripadala posestvu, od njega ločena. Samo posestvo Ovčjak, ki se je zmanjšalo na velikost srednje velike kmetije, je od leta 1931 v lasti družine Hartwig iz Zvirč pri Pokrčah pd. Ovčjak. 

## Zgodovina gradnje in opis plemiške rezidence Ovčjak
Plemiška rezidenca, ki se nahaja na cesti iz Škofjega Dvora v Pokre, je danes preprosta dvonadstropna pravokotna stavba z okenskimi osmi v razmerju 5:2. Stavba je bila prvotno verjetno pokrita s čopasto streho, v 19. stoletju pa je dobila dvokapnico, potem ko sta bila zgrajena dva dvokapna zidova s slepimi okenskimi okvirji. Nad portalom na sredini fasade je sklopljeno okno s toskanskim pilastrom spredaj, edinim gosposkim motivom, ki je še viden na zunanjosti.
Notranjost stavbe v celoti ustreza prevladujočem tipu v koroški gradnji graščin od 16. stoletja: na obeh straneh banjasto obokanega preddverja sta v pritličju povezana dva obokana stranska prostora (kuhinja, majrof itd.). Ta prostorska postavitev se ponovi v zgornjem nadstropju z dvorano, ki se razteza čez globino stavbe, na katero so na obeh straneh povezani prvotno dokaj veličastni dnevni prostori z lesenimi stropi (skritimi pod moderno oblogo).
Glede na vrsto in obliko Ovčjaka – čeprav je v veliki meri brez reprezentativnih elementov – še vedno uteleša običajen tip majhne plemiške rezidence brez dvorišča, kakršen se je na Koroškem uveljavil od prve polovice 16. stoletja (npr. Stadlhof, Wiesenau). Stolpi in okno v obliki rizalita kot simboli gospode so očitno manjkali že od samega začetka. Zaradi tipoloških in slogovnih razlogov (toskanski pilastri na sklopljenem oknu) je treba gradnjo Ovčjaka datirati v drugo polovico 16. ali prvo polovico 17. stoletja.

## Narečje
Zgodovinsko domače slovensko narečje je (bila) poljanščina Celovškega polja, kot je bilo zapisano leta v doktorski disertaciji Katje Sturm-Schnabl leta 1973 ter terminološko opredeljeno kot takšno šele v okviru znanstveno raziskovalnega dela Bojana-Ilije Schnabl ob pripravah za Enciklopedije slovenske kulturne zgodovine na Koroškem (2010 oz.  2016).
Nemščina je prisotna v obliki osrednje-koroškega nemškega narečja.

## Poimenovanje krajevnega imena
Pavel Zdovc je zapisal rabo krajevnega imena kot sledi: Ovčjak (á); pri Ovčjaku,  k Ovčjaku, od Ovčjaka; kraj. pogov. Ovčjak (ó), pri Ovčjáku (á); tudi Ajbelhof in Eibel, pri Eiblu.

## Ledinsko ime
Wadl navaja slovensko ledinsko ime, kot je zapisano v franciscejskem katastru „per grovou Mlin“ (=pri grofovem mlinu) ter ga povezuje s posestvom  Goriških grofov po listini iz leta 1299. 